# Antonio Reverte
Pour les articles homonymes, voir Reverte et Jiménez.
 (janvier 2020).
Si vous disposez d'ouvrages ou d'articles de référence ou si vous connaissez des sites web de qualité traitant du thème abordé ici, merci de compléter l'article en donnant les références utiles à sa vérifiabilité et en les liant à la section « Notes et références ».
Antonio Reverte Jiménez, né le 28 avril 1870 à Alcalá del Río (Espagne, province de Séville), mort le 13 septembre 1903 à Madrid (Espagne), était un matador espagnol.

## Biographie
Antonio Reverte était le fils d'un ouvrier agricole originaire de Murcie (Espagne). Il commence sa carrière dans une cuadrilla d'enfants de Séville, dont fit partie Manuel Mejías Rapela Manolo Bienvenida. Après son alternative, il est l'un des principaux rivaux de Guerrita. Il meurt à Madrid le 13 septembre 1903, d'une tumeur.
- Première novillada : 1899 à Alcalá de Guadaira (Espagne, province de Séville). Novillos du marquis de Gandul.
- Présentation à Madrid :19 juillet 1891 aux côtés de Juan Gómez de Lesca et « Litri ». Novillos des ganaderías de Trespalacios et Carrasco.
- Alternative : Madrid, le 16 septembre 1891. Parrain, « Guerrita ». Taureaux de la ganadería de Saltillo.

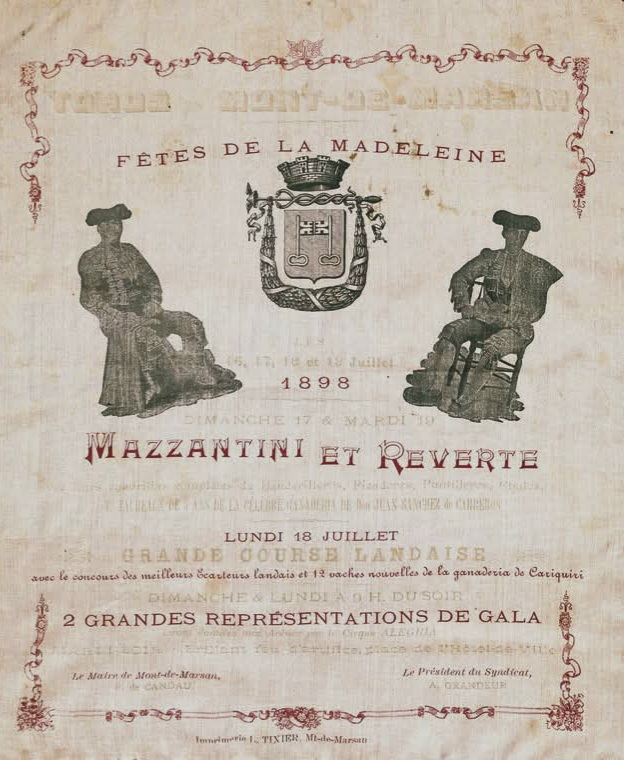
Cartel des Fêtes de la Madeleine à Mont-de-Marsan de 1898 avec les matadors espagnols Mazzantini et Reverte.